# 田中久雄 (実業家)
田中 久雄（たなか ひさお、1950年12月20日 - ）は、日本の実業家。第17代株式会社東芝取締役代表執行役社長。

## 人物・経歴
兵庫県神戸市生まれ。兵庫県立兵庫高等学校を経て、1973年神戸商科大学（現兵庫県立大学）商経学部卒業、東芝入社、資材部配属。ロンドン駐在などを経て、2006年執行役常務に昇格。2008年執行役上席常務。2009年執行役専務。2011年取締役代表執行役副社長。2013年に調達部門からは初となる取締役代表執行役社長に就任し、中期経営計画を発表するなどしたが、2015年に不適切会計処理問題で、西田厚聡相談役、佐々木則夫副会長とともに辞任した。